# Libčice nad Vltavou
Libčice nad Vltavou (v místním nářečí Libšice, německy Libschitz an der Moldau) jsou město v okrese Praha-západ ve Středočeském kraji, na levém břehu Vltavy třináct kilometrů severně od centra Prahy a šest kilometrů jihovýchodně od Kralup nad Vltavou. Od roku 2001 jsou součástí mikroregionu Od Okoře k Vltavě. Žije zde přibližně 3 600 obyvatel.
Libčice v nadmořské výšce 170 metrů jsou nejníže položeným místem okresu Praha-západ. Prochází jimi železniční trať Praha–Děčín se stanicí Libčice nad Vltavou. S Máslovicemi na druhém břehu Vltavy spojuje Libčice přívoz.

## Historie
První písemná zmínka o Libčicích pochází ze zakládací listiny břevnovského kláštera z roku 993. V roce 1159 daroval král Vladislav II. Libčice maltézskému klášteru v Praze. Později náležely Libčice zbraslavskému klášteru, a to až do roku 1421. V době pobělohorské získaly Libčice Lobkovicové, kterým patřily až do roku 1848. Do třicetileté války bylo v Libčicích osmdesát obyvatel, kostel, fara, osm statků a tři chalupy. V letech 1850–1878 byly Libčice spojeny s nedalekou obcí Dolany. Nynější obec vznikla roku 1924, kdy se spojily tři dosud samostatné vsi – Libčice, Chýnov a Letky. Městys Libčice nad Vltavou byl povýšen na město vládou Československé republiky v roce 1948.

### Územněsprávní začlenění
Dějiny územněsprávního začleňování zahrnují období od roku 1850 do současnosti. V chronologickém přehledu je uvedena územně administrativní příslušnost obce (osady, města) v roce, kdy ke změně došlo:
Ves Libšice (Libčice)
- 1850 země česká, kraj Praha, politický okres Slaný, soudní okres Velvary[5]
- 1855 země česká, kraj Praha, soudní okres Velvary
- 1868 země česká, kraj Praha, politický okres Slaný, soudní okres Velvary

Ves Letky s Chýnovem
- 1850 země česká, kraj Praha, politický i soudní okres Smíchov[5]
- 1855 země česká, kraj Praha, soudní okres Smíchov
- 1868 země česká, politický i soudní okres Smíchov

sloučená obec Letky-Libčice 1924
- 1927 země česká, politický okres Praha-venkov, soudní okres Praha-západ[6]
- 1929 země česká, politický okres Praha-venkov, soudní okres Praha-sever [7]

Libčice nad Vltavou 1933 
- 1939 země česká, Oberlandrat Praha, politický okres Praha-venkov, soudní okres Praha-sever[9]
- 1942 země česká, Oberlandrat Praha, politický okres Praha-venkov-sever, soudní okres Praha-sever[10]
- 1945 země česká, správní okres Praha-venkov-sever, soudní okres Praha-sever[11]
- 1949 Pražský kraj, okres Kralupy nad Vltavou[12]
- 1960 Středočeský kraj, okres Praha-západ
- 2003 Středočeský kraj, obec s rozšířenou působností Černošice

### Rok 1932
V obci Letky-Libčice (přísl. Chýnov, 3000 obyvatel) byly v roce 1932 evidovány tyto živnosti a obchody:
- Instituce a průmysl: poštovní úřad, telegrafní úřad, telefonní úřad, četnická stanice, katol. kostel, evangel. kostel, sbor dobrovolných hasičů, 4 cihelny, továrna na hasicí přístroje Minimax, továrna na hračky, stavby továrních komínů, železárna Pražské železářské společnosti,
- Služby (výběr): lékař, zubní lékař, 5 autodopravců, biograf Legion, drogerie, hodinář, 10 hostinců, kapelník, konsum Svépomoc, modistka, obchod s obuví Baťa, prádelna, spořitelní a záložní spolek pro Libčice, stavební družstvo pro Letky, 2 stavitelé, opravy strojů, studnař, zahradnictví, 2 zedničtí mistři.

## Části města
Město se nečlení na evidenční části obce, tj. má pouze jednu řadu popisných čísel. Tři části obce jsou vymezeny jako katastrální území a zároveň základní sídelní jednotky:
- Libčice nad Vltavou
- Letky
- Chýnov

## Hospodářství a doprava
Město bylo významným střediskem výroby šroubů, cihel a střešních tašek. Do města vedou silnice III. třídy. Městem po levém břehu Vltavy vede železniční trať Praha–Děčín. Je to dvoukolejná elektrizovaná celostátní trať zařazená do evropského železničního systému, součást 1. koridoru. Na území města stojí železniční stanice Libčice nad Vltavou a železniční zastávka Libčice nad Vltavou-Letky a pro obsluhu vesnice na protějším břehu řeky také zastávka Řež. Po trati vede linka S4 (Praha - Kralupy nad Vltavou - Hněvice) v rámci pražského systému Esko. V zastávkách Libčice nad Vltavou-Letky a Řež a ve stanici Libčice nad Vltavou staví v pracovní dny 29 párů osobních vlaků, o víkendech 20 párů osobních vlaků, expresy a rychlíky zde projíždějí.
Přes Vltavu jezdí přívoz Dol – Libčice nad Vltavou a v roce 2010 od června do záři fungovalo přístaviště lodní linky Marina Nelahozeves:

## Společnost
Každoročně se v Libčicích koná spoustu kulturních akcí, z nichž asi nejznámější je masopust, městský ples, romská zábava, novoroční ohňostroj, pálení čarodějnic a posvícení. Další různé akce ve městě pořádá ZŠ Libčice (např. vánoční a velikonoční jarmark) a ZUŠ Libčice. Dále v Libčicích působí dva dobrovolné hasičské sbory: Sbor dobrovolných hasičů v Libčicích (založen 1890), jenž pravidelně pořádá hasičskou zábavu a soutěž v požárním sportu O pohár starosty města, a sbor dobrovolných hasičů v Letkách (založen 1882), který také pořádá vlastní hasičskou zábavu a soutěž v požárním sportu (Memoriál Josefa Pospíšila).
Libčická plovárna, otevřená roku 2012, tvoří městské kulturní centrum. V noci 23. ledna 2013 zasáhl provozní budovu požár. Vznikla tak škoda přesahující 1 milion korun. Již v roce 2013 se započalo s rekonstrukcí, která skončila na jaře roku 2014. Slavnostní otevření libčické plovárny proběhlo 6. června 2014. Libčická plovárna nabízí možnosti sportovního vyžití a na koupání slouží dva venkovní plavecké bazény. Mimo to se zde nachází restaurace s venkovním posezením a park. Koupaliště bylo otevřené již roku 1965.
Každý rok, poslední víkend v srpnu, se v Libčicích koná již tradiční Libčické posvícení. Během posvícení je možno navštívit pouťové atrakce, výstavu drůbeže, drobného zvířectva a okrasného ptactva, koncert country skupiny Schovanky, fotbalové zápasy, turnaje v oddílu házené, závody ve šplhu, v kostele sv. Bartoloměje poutní slavnost a mnoho jiného.
V Libčicích také působí evangelická farnost a římskokatolická farnost, která sídlí v nedalekých Roztokách. Evangelické farnosti slouží evangelický kostel v ulici 5. května v centru města. Hlavní akcí této farnosti je hudební festival Otevřená zahrada, ve které kromě českých sborů vystupují i sbory ze zahraničí. Dalšími akcemi jsou různé koncerty a výstavy. Farnost pořádá pravidelné bohoslužby každou neděli. Římskokatolické farnosti slouží kostel sv. Bartoloměje, stojící v ulici Vltavská. Farnost pořádá hned několik akcí, mezi něž patří Tichý hlas pro Svatou zemi, vánoční koncert a odehrává se zde část libčického posvícení. Pravidelné bohoslužby se zde konají v neděli.
V Libčicích působí kromě klasických politických stran, zejména Občanské demokratické strany, která vedla radnici v letech 1994–2006, i čistě místní spolky a sdružení. Mezi ně patří Občanské sdružení Liběhrad a Libčický občanský spolek. Všechny, včetně politických subjektů zaštítěných klasickou politickou stranou, působí jako organizace sdružující i nezávislé kandidáty do komunálních voleb v Libčicích. Například ODS tak ve volbách 2014 spolu s nezávislými vytvořila Sdružení nezávislých kandidátů a občanských demokratů Libčice 2018. Z dalších organizací a spolků lze jmenovat AFK Libčice (založen 1912), TJ Sokol (založen 1909), skautský oddíl, svaz chovatelů (založen 1957) a klub seniorů.

## Pamětihodnosti
- katolický kostel sv. Bartoloměje – na místě románského kostelíka byl roku 1396 postaven gotický kostel, který byl roku 1763 zbořen a začalo se s výstavbou kostela barokního, který byl vysvěcen roku 1769. Roku 1903 přistavěn presbytář a sakristie. V lodi barokní kopie Reinerovy fresky v pražském kostele sv. Bartoloměje. Ve věži kostela je zavěšen zvon Bartoloměj, který roku 1696 ulil zvonař Jan Priquei.
- evangelický kostel – základní kámen kostela byl položen roku 1863 a roku 1867 byl kostel dokončen.[15] Je postaven v pseudorománském stylu.[15] Na průčelí kostela je umístěna deska s Husovým reliéfem.[15]
- funerální plastika Františka Bílka
  - socha Krista – socha v nadživotní velikosti z roku 1909 na katolickém hřbitově z roku 1854.
  - náhrobek s reliéfem na evangelickém hřbitově z 19. století.
- mohylník – pochází z období pravěku, mohyly byly objeveny v 19. století Václavem Krolmusem na okraji Chýnovského háje poblíž silnice na Tursko
- Liběhrad – zřícenina hradu
- Kameníček – skalnatý vrch v centru města

### Stavby bez památkové ochrany
- katolická fara – nynější budova fary pochází z roku 1893.
- kaplička – byla postavena, podle letopočtu nad vchodem, roku 1901.
- dva pomníky obětí první světové války a jeden pomník obětí druhé světové války.
- evangelická fara – budova fary stojí vedle evangelického kostela v centru města
- kříž – stojí na křižovatce ulice Lesní a Chýnovská
- uhelný mlýn – stojí v areálu Šroubáren

## Osobnosti
Rodáci:
- Karel Franta (1928–2017), český malíř a ilustrátor
- Miroslav Štěpánek (1923–2005), český režisér, výtvarník, scenárista a scénograf
- Tomáš Jirsa (* 1957), český politik, senátor, člen ODS a starosta Hluboké nad Vltavou
- Ivo Fischer (1924–1990), básník, textař, scenárista, dramaturg, překladatel, autor rozhlasových her a pohádek. (Narodil se v místní části Letky).
- Günter Bittengel (* 1966), český fotbalista a fotbalový reprezentant

Ostatní:
- Karel Hašler (1879–1941), český písničkář, textař, spisovatel. Nedaleko Vltavy, v ulici Hašlerova, si nechal postavit vilu, kterou používal jako letní sídlo společně se svou rodinou.
- Ota Kraus (1909–2001), byl český spisovatel a novinář židovského původu. Do Libčic se vrátil ke své manželce, která se tam musela během války přestěhovat.
- Zlata Adamovská (* 1959), prožila tu část svého dětství u babičky v místní části Letky.

## Fotogalerie

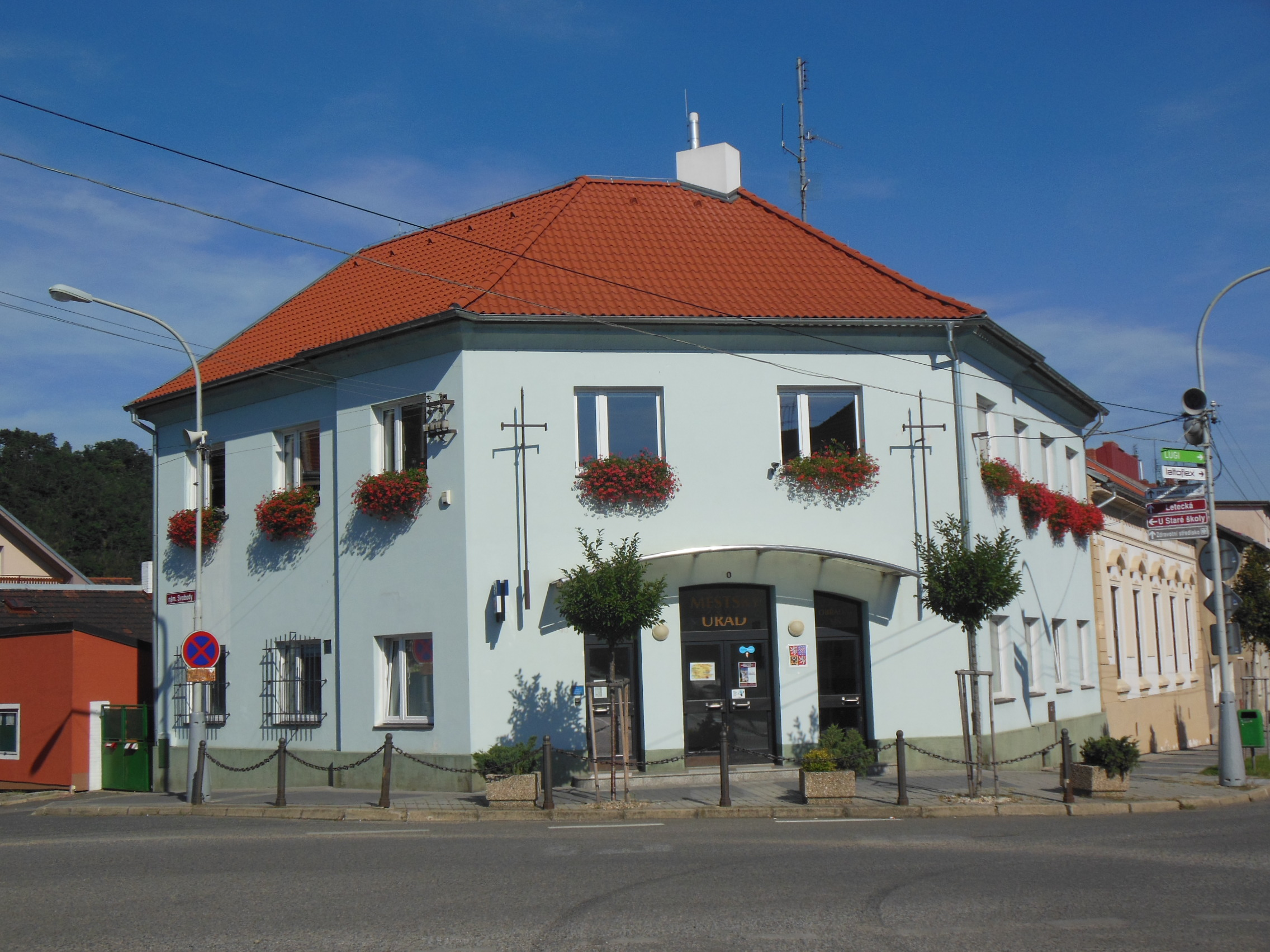
Městský úřad
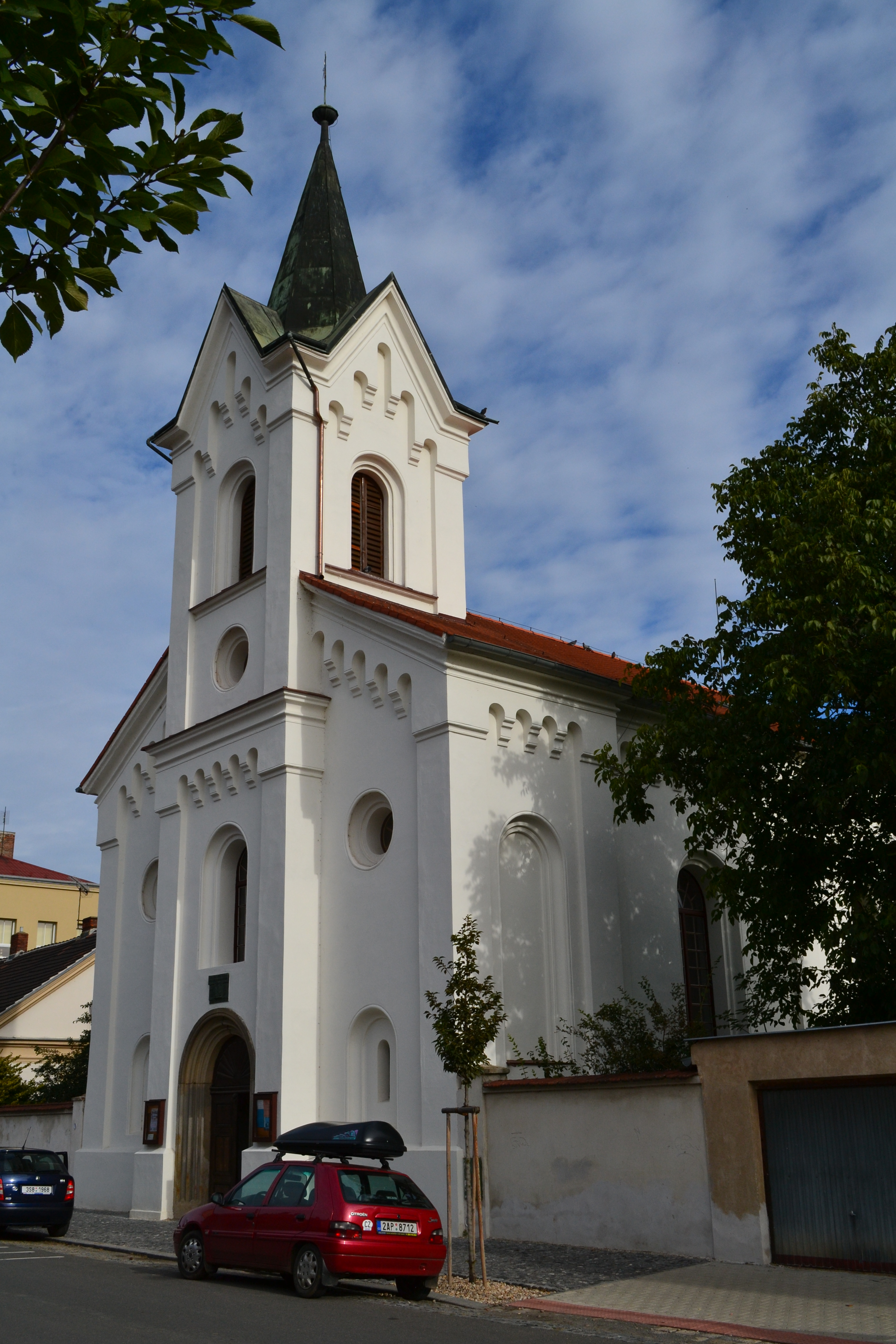
Evangelický kostel
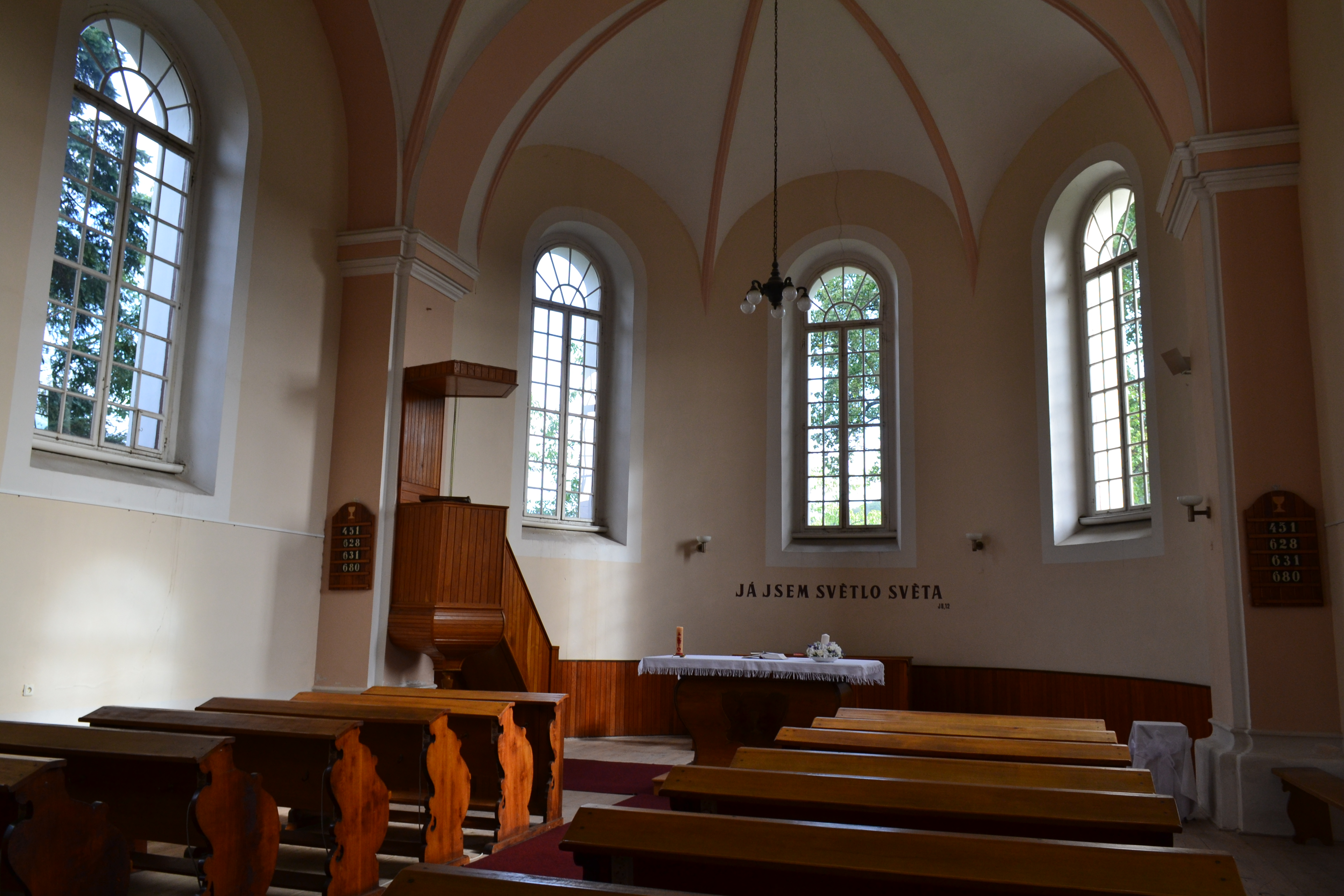
Interiér evangelického kostela
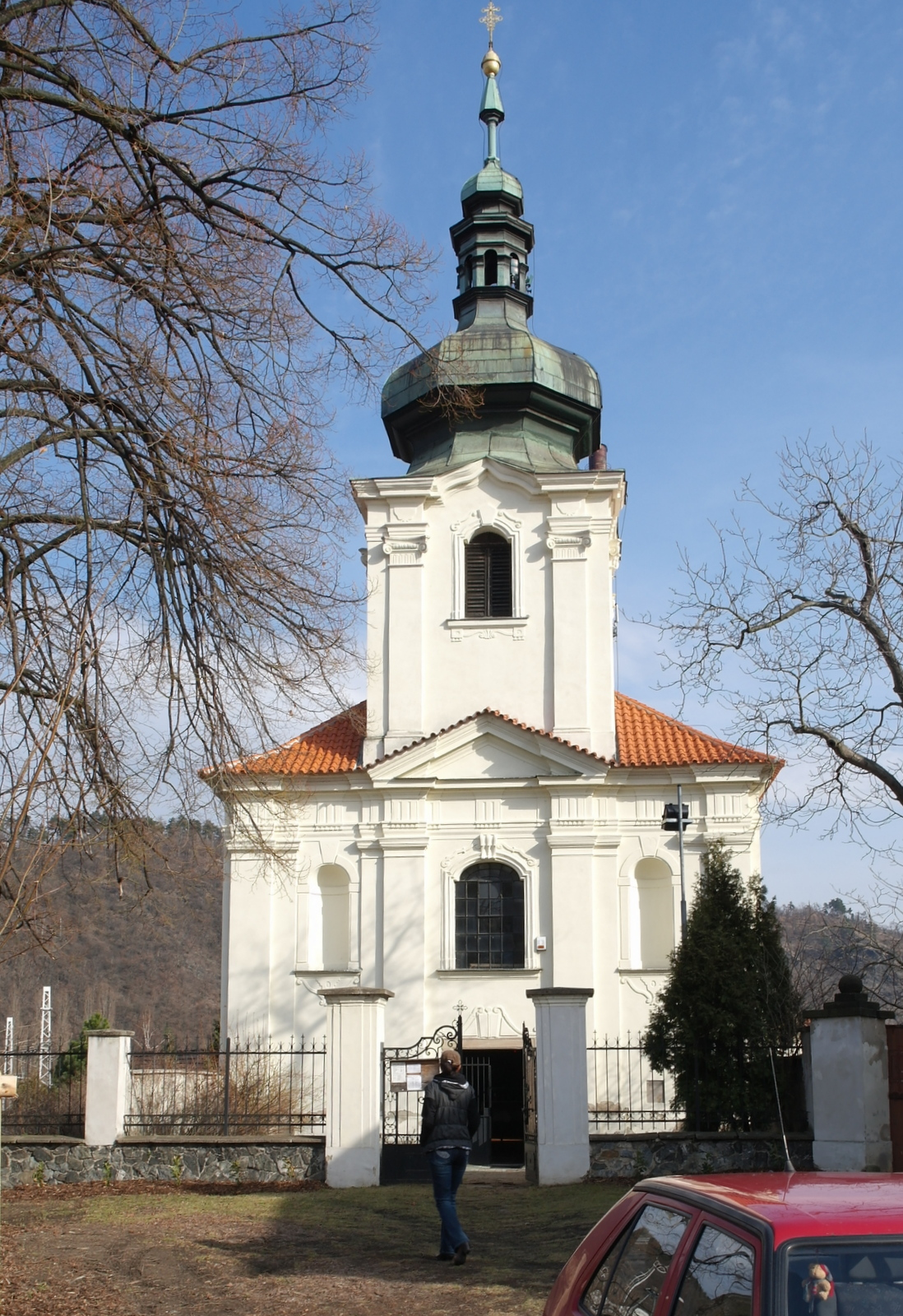
Kostel sv. Bartoloměje
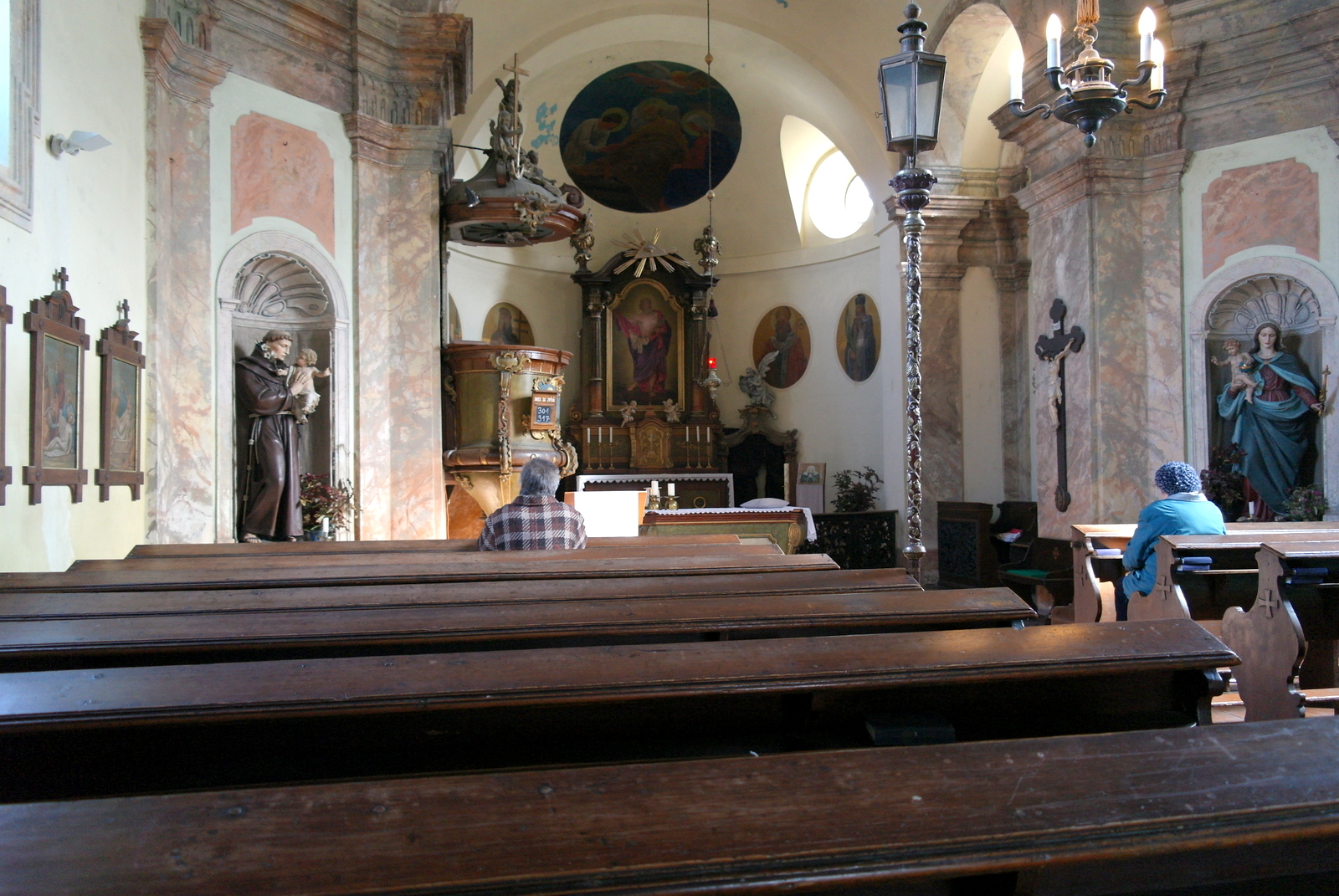
Interiér kostela sv. Bartoloměje
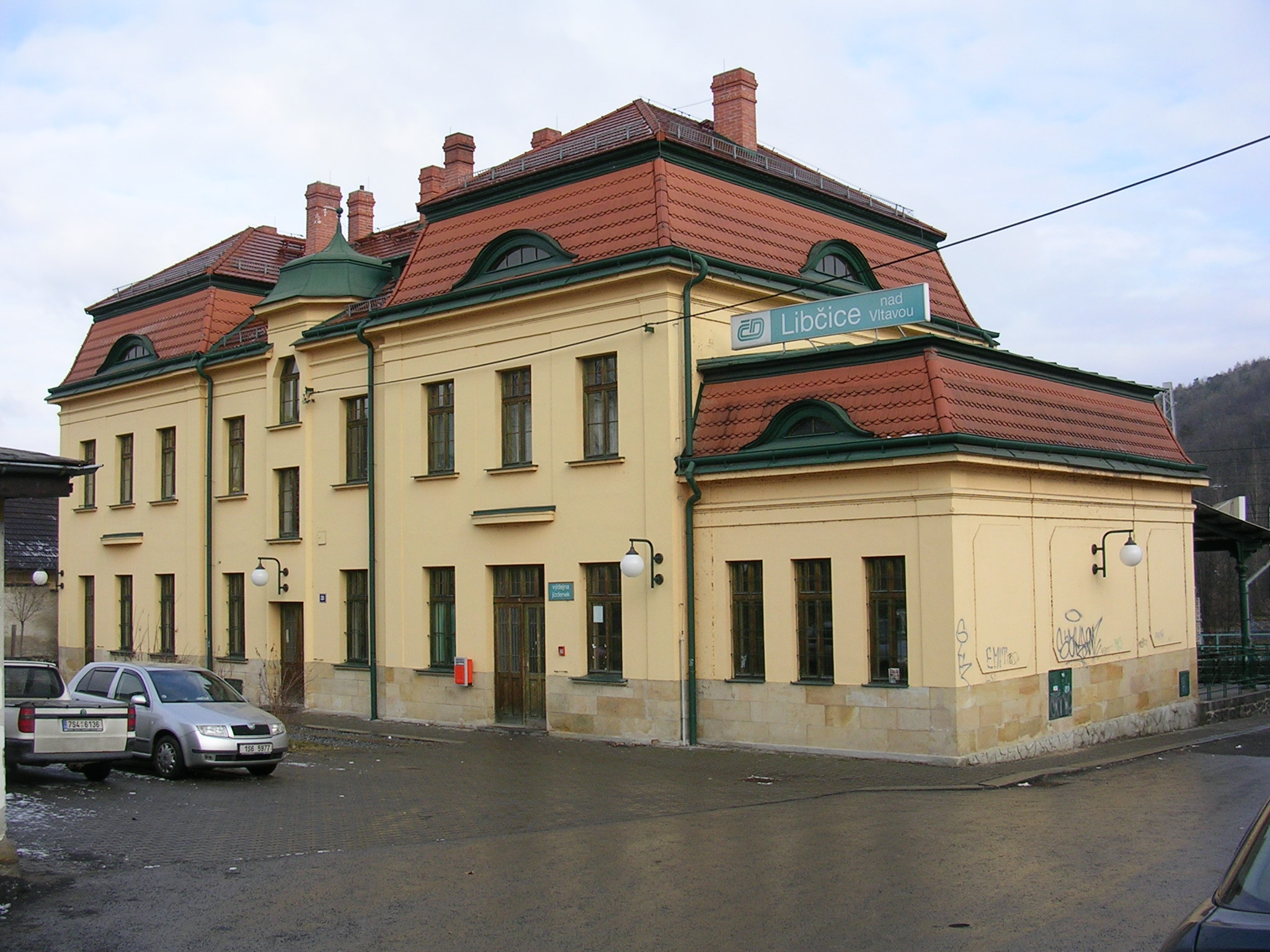
Železniční stanice Libčice nad Vltavou
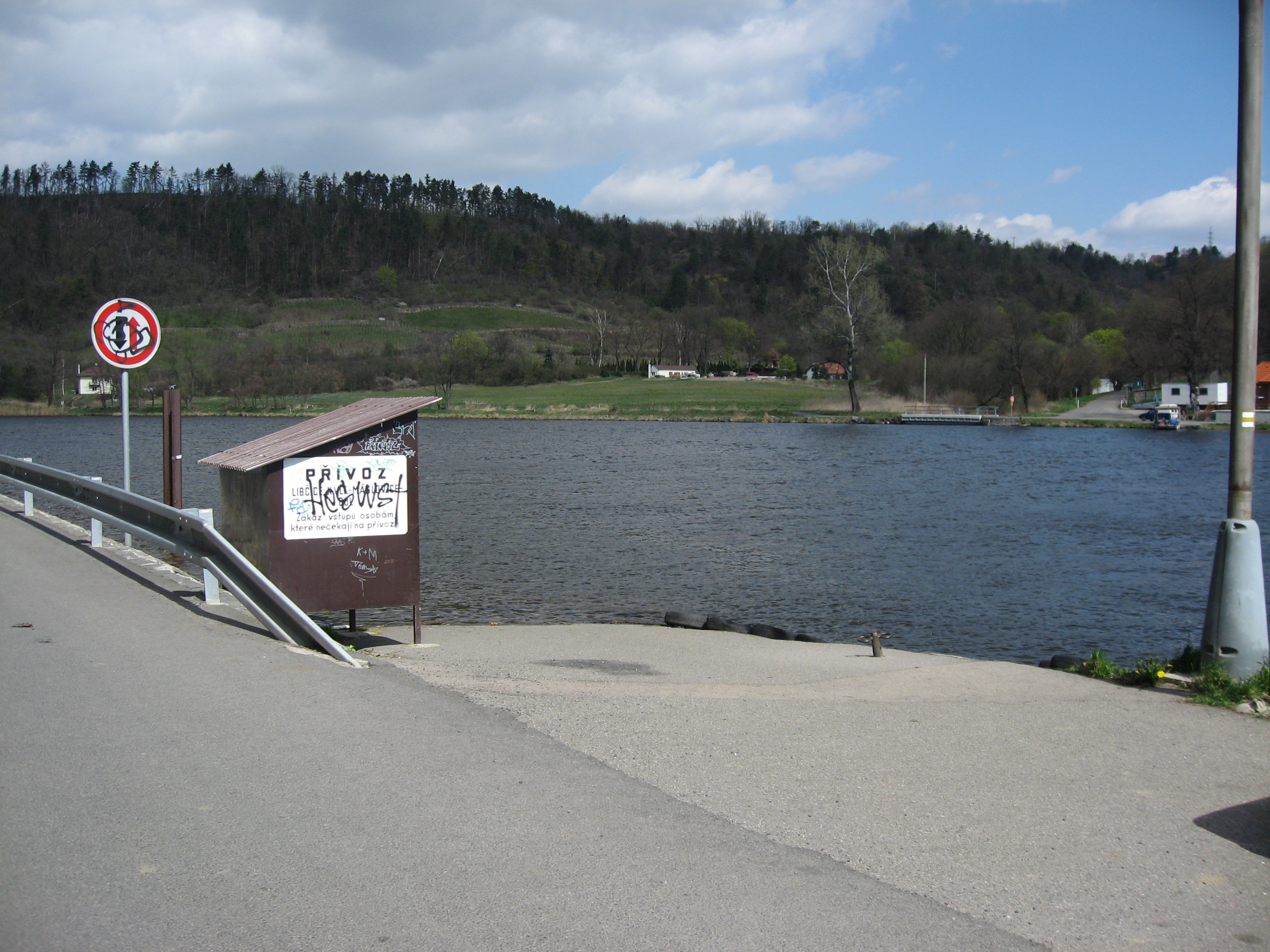
Přístaviště přívozu přes Vltavu
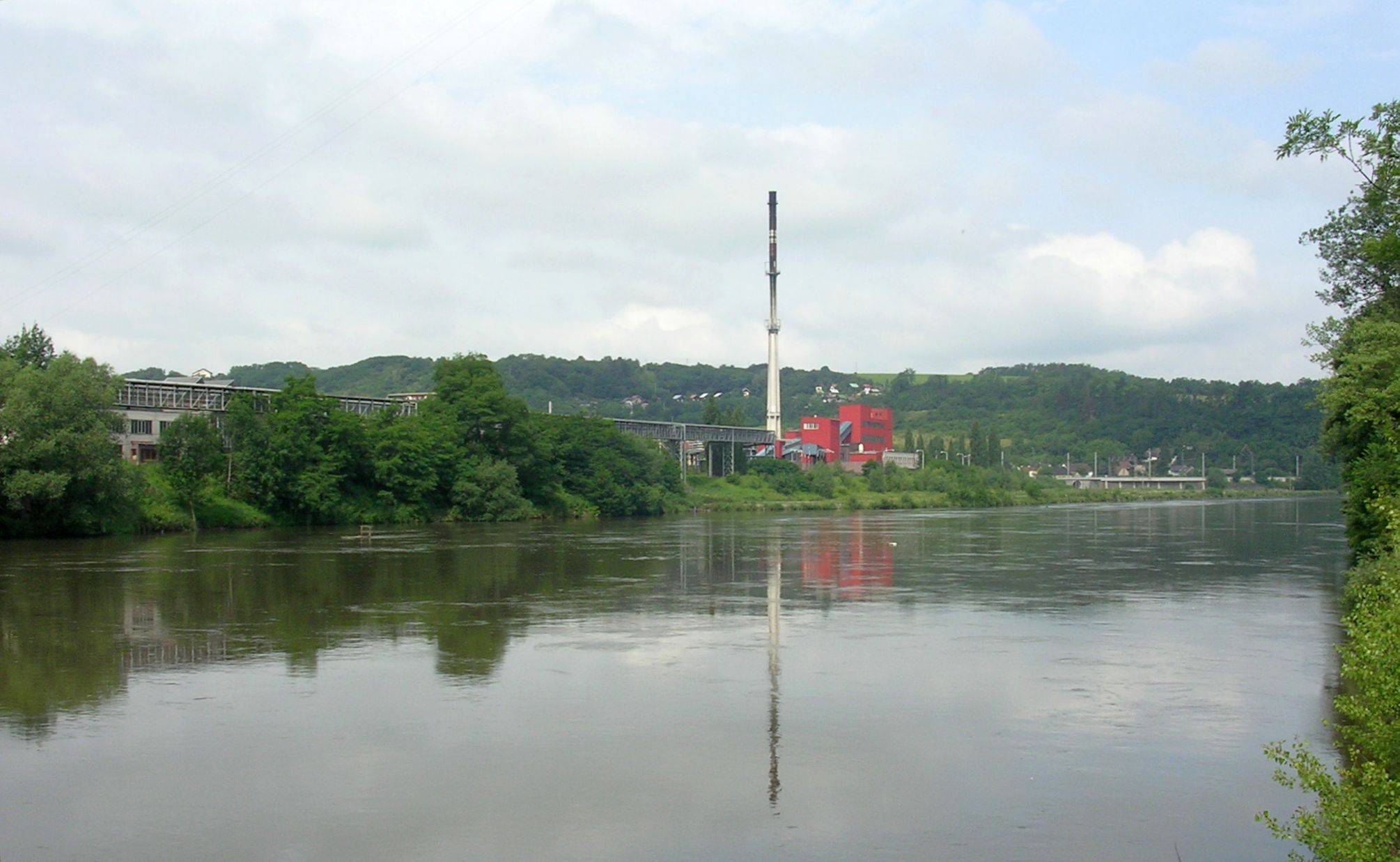
Pohled na šroubárnu přes řeku
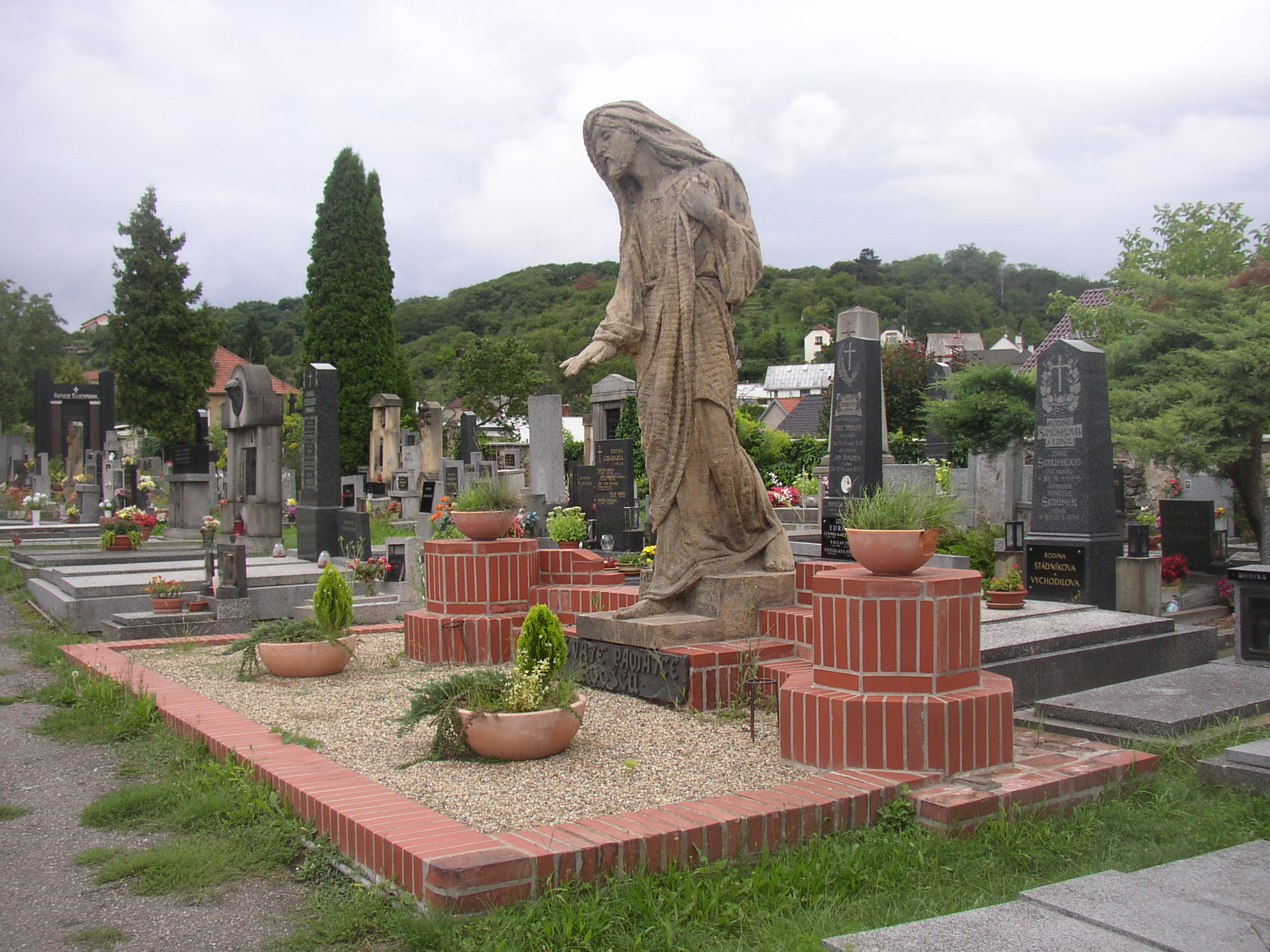
Socha Krista od Františka Bílka na katolickém hřbitově
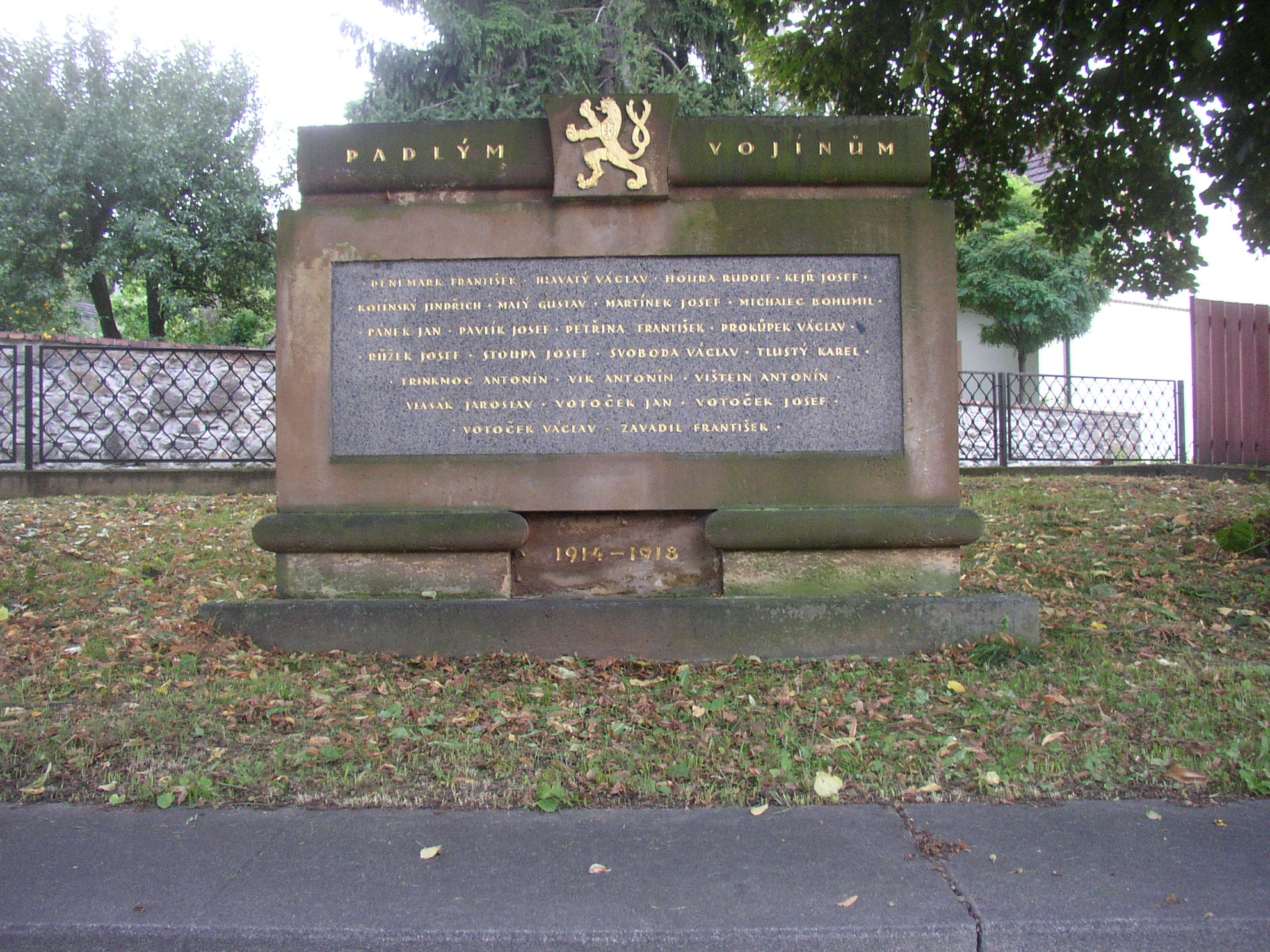
Pomník obětem první světové války
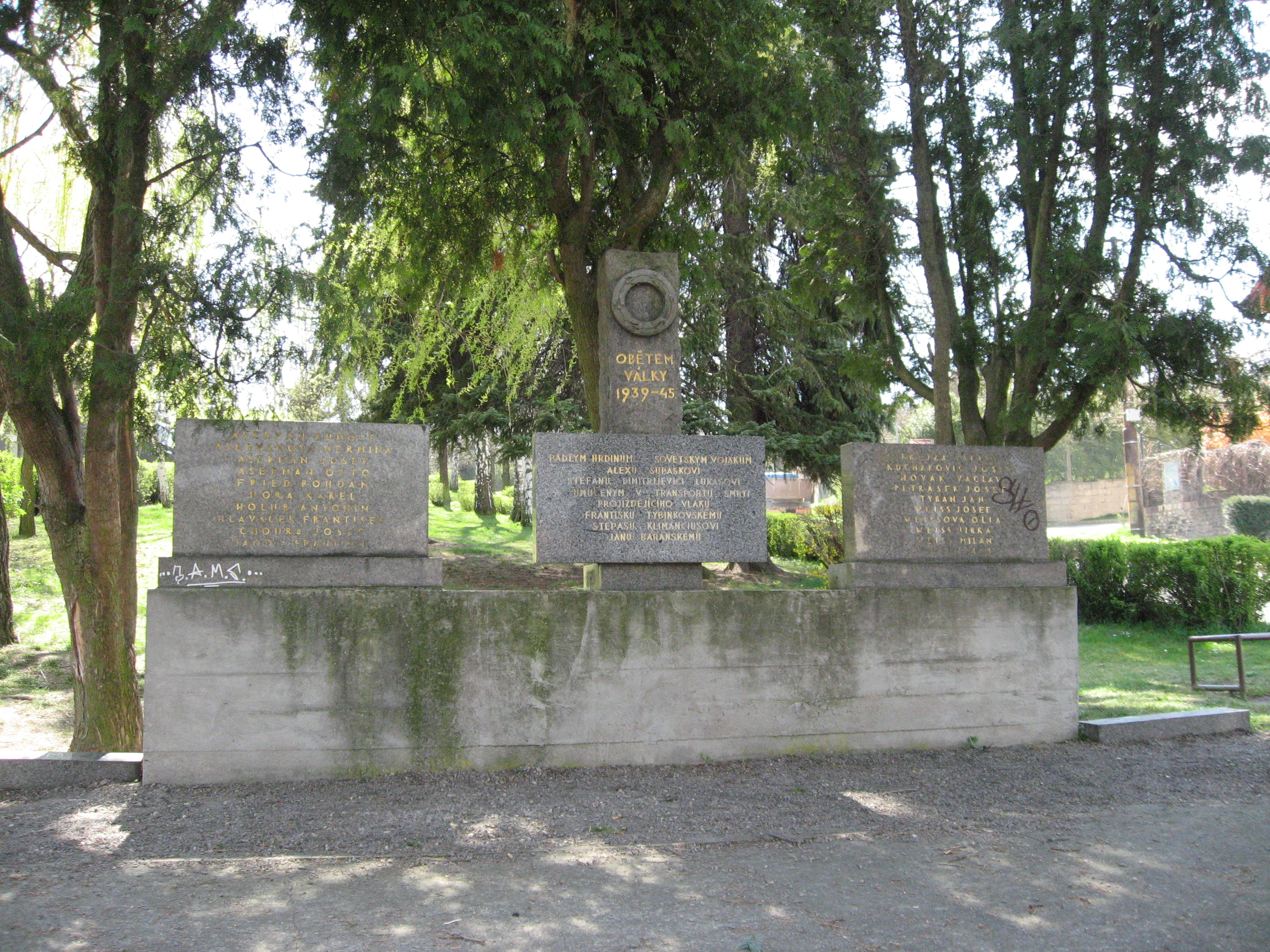
Pomník obětem druhé světové války
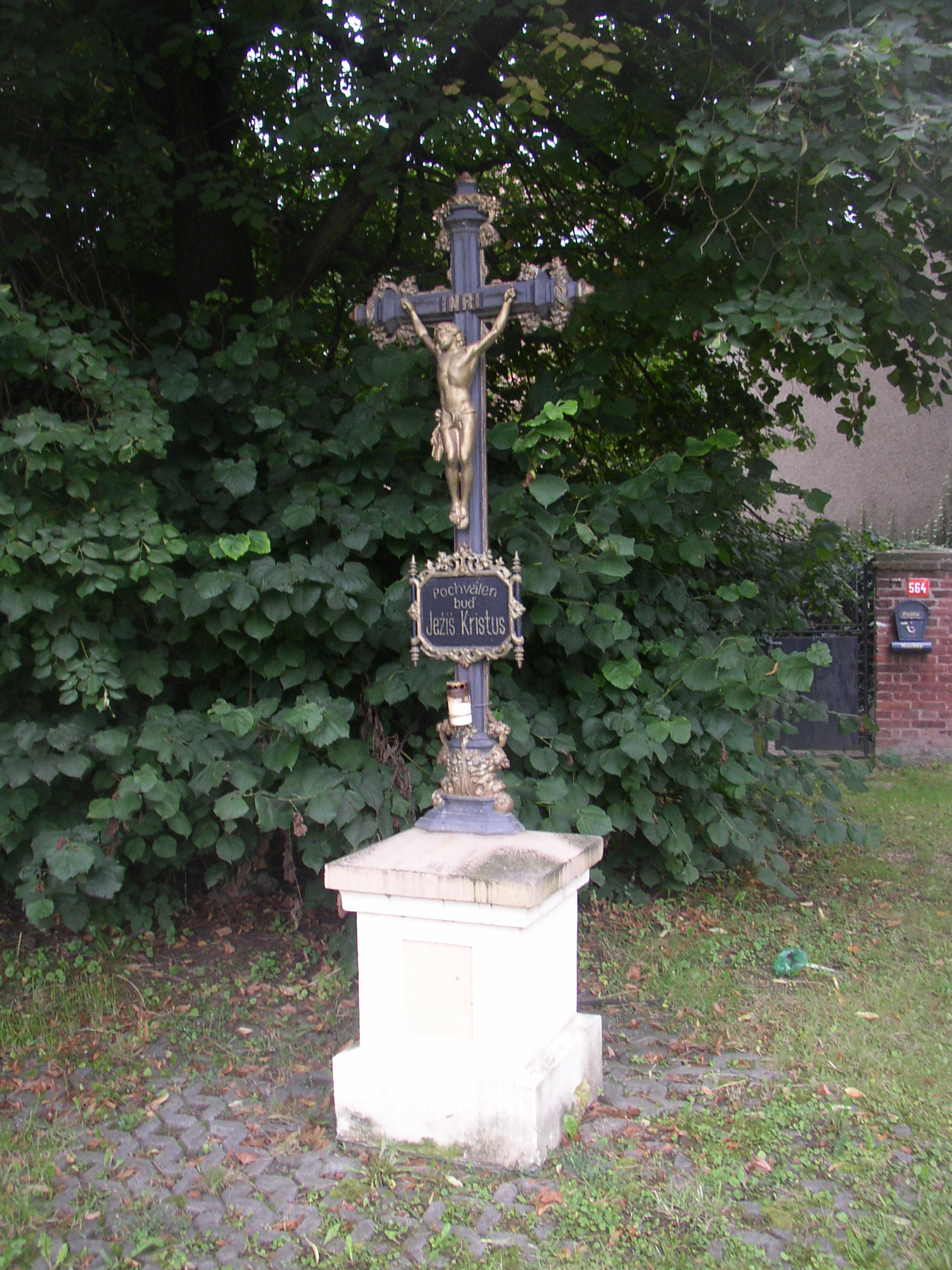
Křížek na křižovatce v Chýnově
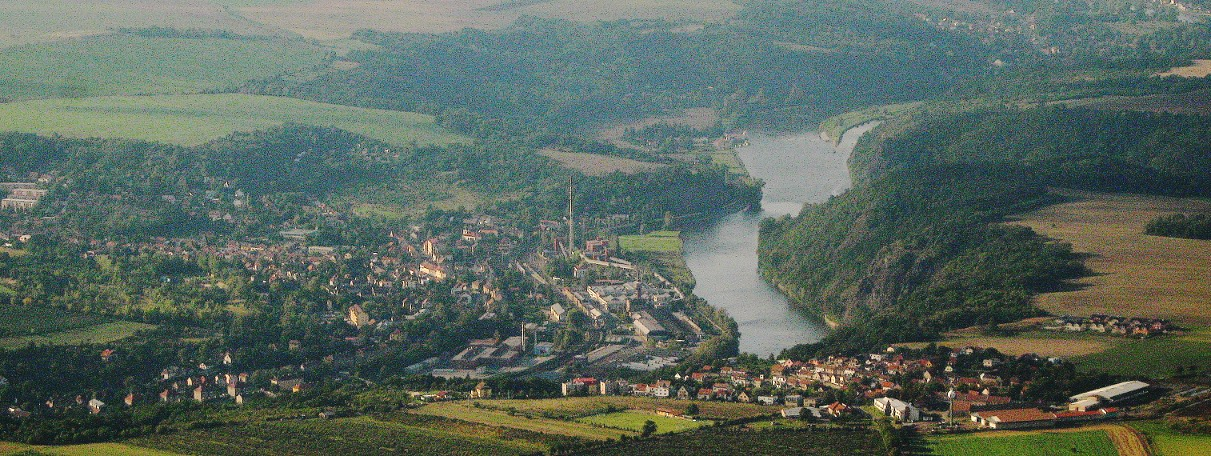
Letecký snímek z jihovýchodu